# Eleições parlamentares de Cabo Verde de 2016
As eleições legislativas no Cabo Verde de 2016 foram realizadas em 20 de março de 2016 para eleger os 72 membros do parlamento. 
Depois de 15 anos na oposição, o Movimento para a Democracia venceu as eleições de forma clara ao conquistar a maioria absoluta ao conseguir 54,5% dos votos e 40 deputados. Este resultado permitiu a Ulisses Correia e Silva tornar-se primeiro-ministro.
O Partido Africano da Independência de Cabo Verde, liderado por Janira Hopffer Almada, obteve uma derrota clara ao ficar-se pelos 38% dos votos, prova clara do desejo de mudança do eleitorado cabo-verdiano.
Quantos aos partidos mais pequenos, destaque para o crescimento da União Caboverdiana Independente e Democrática que conseguia 7% dos votos e consolidava-se como o terceiro partido do país.
A abstenção foi superior a 35%.

## Resultados Oficiais
| Partido                 | Partido                                         | Votos   | %               | +/-   | Deputados | +/-     |
| ----------------------- | ----------------------------------------------- | ------- | --------------- | ----- | --------- | ------- |
|                         | Movimento para a Democracia                     | 122 881 | 54,48 / 100,00  | 12,21 | 40 / 72   | 8       |
|                         | Partido Africano da Independência de Cabo Verde | 86 078  | 38,16 / 100,00  | 14,52 | 29 / 72   | 9       |
|                         | União Caboverdiana Independente e Democrática   | 15 488  | 6,87 / 100,00   | 2,48  | 3 / 72    | 1       |
|                         | Partido Popular                                 | 777     | 0,34 / 100,00   | Novo  | 0 / 72    | Novo    |
|                         | Partido Social Democrático                      | 232     | 0,10 / 100,00   | 0,09  | 0 / 72    | Estável |
|                         | Partido de Trabalho e Solidariedade             | 107     | 0,05 / 100,00   | 0,41  | 0 / 72    | Estável |
| Votos Inválidos         | Votos Inválidos                                 | 3 774   | 1,65 / 100,00   | 0,33  |           |         |
| Total                   | Total                                           | 229 337 | 100,00 / 100,00 |       | 72 / 72   |         |
| Eleitorado/Participação | Eleitorado/Participação                         | 347 622 | 65,97 / 100,00  | 10,04 |           |         |
| Fonte                   | Fonte                                           | [ 2 ]   | [ 2 ]           | [ 2 ] | [ 2 ]     | [ 2 ]   |

## Resultados por Distrito Eleitoral
| Distrito                | %     | D   | %     | D     | %     | D    | %    | D  | %    | D   | %    | D   | D  | Votantes |
| Distrito                | MpD   | MpD | PAICV | PAICV | UCID  | UCID | PP   | PP | PSD  | PSD | PTS  | PTS | D  | Votantes |
| ----------------------- | ----- | --- | ----- | ----- | ----- | ---- | ---- | -- | ---- | --- | ---- | --- | -- | -------- |
| Distrito                |       |     |       |       |       |      |      |    |      |     |      |     | D  | Votantes |
| Boa Vista               | 60,08 | 1   | 31,59 | 1     | 6,52  | -    | -    | -  | -    | -   | -    | -   | 2  | 3 697    |
| Brava                   | 48,18 | 1   | 47,50 | 1     | 2,82  | -    | -    | -  | -    | -   | -    | -   | 2  | 2 802    |
| Fogo                    | 49,08 | 3   | 48,81 | 2     | 0,79  | -    | 0,52 | -  | -    | -   | -    | -   | 5  | 15 527   |
| Maio                    | 57,08 | 1   | 38,18 | 1     | 3,05  | -    | -    | -  | -    | -   | -    | -   | 2  | 3 544    |
| Sal                     | 60,03 | 2   | 29,84 | 1     | 7,79  | -    | -    | -  | 0,45 | -   | -    | -   | 3  | 9 620    |
| Santiago Norte          | 55,19 | 8   | 40,58 | 6     | 1,82  | -    | 0,85 | -  | -    | -   | -    | -   | 14 | 48 589   |
| Santiago Sul            | 57,85 | 11  | 38,16 | 7     | 2,12  | -    | 0,43 | -  | 0,19 | -   | 0,16 | -   | 18 | 66 074   |
| Santo Antão             | 53,93 | 4   | 36,65 | 3     | 6,45  | -    | -    | -  | -    | -   | -    | -   | 7  | 22 477   |
| São Nicolau             | 57,82 | 1   | 34,24 | 1     | 4,43  | -    | -    | -  | -    | -   | -    | -   | 2  | 6 382    |
| São Vicente             | 44,75 | 5   | 24,66 | 3     | 28,63 | 3    | -    | -  | -    | -   | -    | -   | 11 | 34 738   |
| África                  | 39,92 | 1   | 55,69 | 1     | 1,44  | -    | -    | -  | 0,49 | -   | -    | -   | 2  | 3 191    |
| América                 | 42,07 | 1   | 55,55 | 1     | 0,99  | -    | -    | -  | 0,28 | -   | -    | -   | 2  | 5 075    |
| Europa e Resto do Mundo | 53,04 | 1   | 41,60 | 1     | 3,36  | -    | -    | -  | 0,31 | -   | -    | -   | 2  | 8 128    |
| Cabo Verde              | 54,48 | 40  | 38,16 | 29    | 6,87  | 3    | 0,34 | -  | 0,10 | -   | 0,05 | -   | 72 | 229 337  |

#### Boa Vista
| Partido                 | Partido                                         | Votos | %               | +/-   | Deputados | +/-     |
| ----------------------- | ----------------------------------------------- | ----- | --------------- | ----- | --------- | ------- |
|                         | Movimento para a Democracia                     | 2 221 | 60,08 / 100,00  | 14,32 | 1 / 2     | Estável |
|                         | Partido Africano da Independência de Cabo Verde | 1 168 | 31,59 / 100,00  | 21,31 | 1 / 2     | Estável |
|                         | União Caboverdiana Independente e Democrática   | 241   | 6,52 / 100,00   | -     | 0 / 2     | -       |
| Votos Inválidos         | Votos Inválidos                                 | 67    | 1,81 / 100,00   | 0,30  |           |         |
| Total                   | Total                                           | 3 697 | 100,00 / 100,00 |       | 2 / 2     |         |
| Eleitorado/Participação | Eleitorado/Participação                         | 5 885 | 62,82 / 100,00  | 9,04  |           |         |

#### Brava
| Partido                 | Partido                                         | Votos | %               | +/-   | Deputados | +/-     |
| ----------------------- | ----------------------------------------------- | ----- | --------------- | ----- | --------- | ------- |
|                         | Movimento para a Democracia                     | 1 350 | 48,18 / 100,00  | 2,03  | 1 / 2     | Estável |
|                         | Partido Africano da Independência de Cabo Verde | 1 331 | 47,50 / 100,00  | 4,37  | 1 / 2     | Estável |
|                         | União Caboverdiana Independente e Democrática   | 79    | 2,82 / 100,00   | 0,84  | 0 / 2     | Estável |
| Votos Inválidos         | Votos Inválidos                                 | 42    | 1,50 / 100,00   | 0,27  |           |         |
| Total                   | Total                                           | 2 802 | 100,00 / 100,00 |       | 2 / 2     |         |
| Eleitorado/Participação | Eleitorado/Participação                         | 4 287 | 65,36 / 100,00  | 11,60 |           |         |

#### Fogo
| Partido                 | Partido                                         | Votos  | %               | +/-   | Deputados | +/-     |
| ----------------------- | ----------------------------------------------- | ------ | --------------- | ----- | --------- | ------- |
|                         | Movimento para a Democracia                     | 7 620  | 49,08 / 100,00  | 13,28 | 3 / 5     | 1       |
|                         | Partido Africano da Independência de Cabo Verde | 7 578  | 48,81 / 100,00  | 14,59 | 2 / 5     | 1       |
|                         | União Caboverdiana Independente e Democrática   | 123    | 0,79 / 100,00   | 0,01  | 0 / 5     | Estável |
|                         | Partido Popular                                 | 80     | 0,52 / 100,00   | Novo  | 0 / 5     | Novo    |
| Votos Inválidos         | Votos Inválidos                                 | 126    | 0,81 / 100,00   | 0,17  |           |         |
| Total                   | Total                                           | 15 527 | 100,00 / 100,00 |       | 5 / 5     |         |
| Eleitorado/Participação | Eleitorado/Participação                         | 23 078 | 67,28 / 100,00  | 11,70 |           |         |

#### Maio
| Partido                 | Partido                                         | Votos | %               | +/-  | Deputados | +/-     |
| ----------------------- | ----------------------------------------------- | ----- | --------------- | ---- | --------- | ------- |
|                         | Movimento para a Democracia                     | 2 023 | 57,08 / 100,00  | 2,19 | 1 / 2     | Estável |
|                         | Partido Africano da Independência de Cabo Verde | 1 353 | 38,18 / 100,00  | 2,55 | 1 / 2     | Estável |
|                         | União Caboverdiana Independente e Democrática   | 108   | 3,05 / 100,00   | -    | 0 / 2     | -       |
| Votos Inválidos         | Votos Inválidos                                 | 60    | 1,69 / 100,00   | 0,94 |           |         |
| Total                   | Total                                           | 3 544 | 100,00 / 100,00 |      | 2 / 2     |         |
| Eleitorado/Participação | Eleitorado/Participação                         | 4 703 | 75,36 / 100,00  | 8,53 |           |         |

#### Sal
| Partido                 | Partido                                         | Votos  | %               | +/-   | Deputados | +/-     |
| ----------------------- | ----------------------------------------------- | ------ | --------------- | ----- | --------- | ------- |
|                         | Movimento para a Democracia                     | 5 775  | 60,03 / 100,00  | 12,96 | 2 / 3     | Estável |
|                         | Partido Africano da Independência de Cabo Verde | 2 871  | 29,84 / 100,00  | 13,59 | 1 / 3     | Estável |
|                         | União Caboverdiana Independente e Democrática   | 749    | 7,79 / 100,00   | 1,07  | 0 / 3     | Estável |
|                         | Partido Social Democrático                      | 43     | 0,45 / 100,00   | -     | 0 / 3     | -       |
| Votos Inválidos         | Votos Inválidos                                 | 182    | 1,89 / 100,00   | 0,87  |           |         |
| Total                   | Total                                           | 9 620  | 100,00 / 100,00 |       | 3 / 3     |         |
| Eleitorado/Participação | Eleitorado/Participação                         | 15 236 | 63,14 / 100,00  | 3,60  |           |         |

#### Santiago Norte
| Partido                 | Partido                                         | Votos  | %               | +/-   | Deputados | +/-     |
| ----------------------- | ----------------------------------------------- | ------ | --------------- | ----- | --------- | ------- |
|                         | Movimento para a Democracia                     | 26 816 | 55,19 / 100,00  | 12,19 | 8 / 14    | 2       |
|                         | Partido Africano da Independência de Cabo Verde | 19 718 | 40,58 / 100,00  | 14,15 | 6 / 14    | 2       |
|                         | União Caboverdiana Independente e Democrática   | 883    | 1,82 / 100,00   | 0,59  | 0 / 14    | Estável |
|                         | Partido Popular                                 | 415    | 0,85 / 100,00   | Novo  | 0 / 14    | Novo    |
| Votos Inválidos         | Votos Inválidos                                 | 757    | 1,56 / 100,00   | 0,20  |           |         |
| Total                   | Total                                           | 48 589 | 100,00 / 100,00 |       | 14 / 14   |         |
| Eleitorado/Participação | Eleitorado/Participação                         | 68 487 | 70,95 / 100,00  | 9,29  |           |         |

#### Santiago Sul
| Partido                 | Partido                                         | Votos  | %               | +/-   | Deputados | +/-     |
| ----------------------- | ----------------------------------------------- | ------ | --------------- | ----- | --------- | ------- |
|                         | Movimento para a Democracia                     | 38 226 | 57,85 / 100,00  | 14,12 | 11 / 18   | 3       |
|                         | Partido Africano da Independência de Cabo Verde | 25 216 | 38,16 / 100,00  | 16,27 | 7 / 18    | 4       |
|                         | União Caboverdiana Independente e Democrática   | 1 404  | 2,12 / 100,00   | 0,55  | 0 / 18    | Estável |
|                         | Partido Popular                                 | 282    | 0,43 / 100,00   | Novo  | 0 / 18    | Novo    |
|                         | Partido Social Democrático                      | 125    | 0,19 / 100,00   | 0,07  | 0 / 18    | Estável |
|                         | Partido de Trabalho e Solidariedade             | 107    | 0,16 / 100,00   | -     | 0 / 18    | -       |
| Votos Inválidos         | Votos Inválidos                                 | 714    | 1,08 / 100,00   | 0,05  |           |         |
| Total                   | Total                                           | 66 074 | 100,00 / 100,00 |       | 18 / 18   | 1       |
| Eleitorado/Participação | Eleitorado/Participação                         | 92 126 | 71,72 / 100,00  | 7,84  |           |         |

#### Santo Antão
| Partido                 | Partido                                         | Votos  | %               | +/-   | Deputados | +/-     |
| ----------------------- | ----------------------------------------------- | ------ | --------------- | ----- | --------- | ------- |
|                         | Movimento para a Democracia                     | 12 222 | 53,93 / 100,00  | 8,15  | 4 / 7     | 1       |
|                         | Partido Africano da Independência de Cabo Verde | 8 238  | 36,65 / 100,00  | 13,68 | 3 / 7     | Estável |
|                         | União Caboverdiana Independente e Democrática   | 1 449  | 6,45 / 100,00   | 3,34  | 0 / 7     | Estável |
| Votos Inválidos         | Votos Inválidos                                 | 668    | 2,97 / 100,00   | 1,06  |           |         |
| Total                   | Total                                           | 22 477 | 100,00 / 100,00 |       | 7 / 7     | 1       |
| Eleitorado/Participação | Eleitorado/Participação                         | 30 232 | 74,35 / 100,00  | 7,93  |           |         |

#### São Nicolau
| Partido                 | Partido                                         | Votos | %               | +/-   | Deputados | +/-     |
| ----------------------- | ----------------------------------------------- | ----- | --------------- | ----- | --------- | ------- |
|                         | Movimento para a Democracia                     | 3 690 | 57,82 / 100,00  | 6,53  | 1 / 2     | Estável |
|                         | Partido Africano da Independência de Cabo Verde | 2 185 | 34,24 / 100,00  | 11,18 | 1 / 2     | Estável |
|                         | União Caboverdiana Independente e Democrática   | 283   | 4,43 / 100,00   | 1,79  | 0 / 2     | Estável |
| Votos Inválidos         | Votos Inválidos                                 | 224   | 3,51 / 100,00   | 1,26  |           |         |
| Total                   | Total                                           | 6 382 | 100,00 / 100,00 |       | 2 / 2     |         |
| Eleitorado/Participação | Eleitorado/Participação                         | 9 179 | 69,53 / 100,00  | 8,44  |           |         |

#### São Vicente
| Partido                 | Partido                                         | Votos  | %               | +/-   | Deputados | +/- |
| ----------------------- | ----------------------------------------------- | ------ | --------------- | ----- | --------- | --- |
|                         | Movimento para a Democracia                     | 15 318 | 44,75 / 100,00  | 10,04 | 5 / 11    | 1   |
|                         | União Caboverdiana Independente e Democrática   | 9 800  | 28,63 / 100,00  | 9,69  | 3 / 11    | 1   |
|                         | Partido Africano da Independência de Cabo Verde | 8 443  | 24,66 / 100,00  | 19,96 | 3 / 11    | 2   |
| Votos Inválidos         | Votos Inválidos                                 | 670    | 1,96 / 100,00   | 0,54  |           |     |
| Total                   | Total                                           | 34 738 | 100,00 / 100,00 |       | 11 / 11   |     |
| Eleitorado/Participação | Eleitorado/Participação                         | 49 738 | 69,84 / 100,00  | 3,80  |           |     |

#### África
| Partido                 | Partido                                         | Votos | %               | +/-   | Deputados | +/-     |
| ----------------------- | ----------------------------------------------- | ----- | --------------- | ----- | --------- | ------- |
|                         | Partido Africano da Independência de Cabo Verde | 1 777 | 55,69 / 100,00  | 9,75  | 1 / 2     | Estável |
|                         | Movimento para a Democracia                     | 1 274 | 39,92 / 100,00  | 5,36  | 1 / 2     | Estável |
|                         | União Caboverdiana Independente e Democrática   | 46    | 1,44 / 100,00   | -     | 0 / 2     | -       |
|                         | Partido Social Democrático                      | 25    | 0,49 / 100,00   | -     | 0 / 2     | -       |
| Votos Inválidos         | Votos Inválidos                                 | 69    | 2,16 / 100,00   | 0,25  |           |         |
| Total                   | Total                                           | 3 191 | 100,00 / 100,00 |       | 2 / 2     |         |
| Eleitorado/Participação | Eleitorado/Participação                         | 5 919 | 53,91 / 100,00  | 17,18 |           |         |

#### América
| Partido                 | Partido                                         | Votos | %               | +/-   | Deputados | +/-     |
| ----------------------- | ----------------------------------------------- | ----- | --------------- | ----- | --------- | ------- |
|                         | Partido Africano da Independência de Cabo Verde | 2 819 | 55,55 / 100,00  | 9,89  | 1 / 2     | Estável |
|                         | Movimento para a Democracia                     | 2 135 | 42,07 / 100,00  | 8,33  | 1 / 2     | Estável |
|                         | União Caboverdiana Independente e Democrática   | 50    | 0,99 / 100,00   | 0,13  | 0 / 2     | Estável |
|                         | Partido Social Democrático                      | 14    | 0,28 / 100,00   | -     | 0 / 2     | -       |
| Votos Inválidos         | Votos Inválidos                                 | 57    | 1,12 / 100,00   | 0,31  |           |         |
| Total                   | Total                                           | 5 075 | 100,00 / 100,00 |       | 2 / 2     |         |
| Eleitorado/Participação | Eleitorado/Participação                         | 9 929 | 51,11 / 100,00  | 26,14 |           |         |

#### Europa e Resto do Mundo
| Partido                 | Partido                                         | Votos  | %               | +/-   | Deputados | +/-     |
| ----------------------- | ----------------------------------------------- | ------ | --------------- | ----- | --------- | ------- |
|                         | Movimento para a Democracia                     | 4 311  | 53,04 / 100,00  | 6,41  | 1 / 2     | Estável |
|                         | Partido Africano da Independência de Cabo Verde | 3 381  | 41,60 / 100,00  | 9,20  | 1 / 2     | Estável |
|                         | União Caboverdiana Independente e Democrática   | 273    | 3,36 / 100,00   | 0,79  | 0 / 2     | Estável |
|                         | Partido Social Democrático                      | 25     | 0,31 / 100,00   | -     | 0 / 2     | -       |
| Votos Inválidos         | Votos Inválidos                                 | 138    | 1,70 / 100,00   | 0,07  |           |         |
| Total                   | Total                                           | 8 128  | 100,00 / 100,00 |       | 2 / 2     |         |
| Eleitorado/Participação | Eleitorado/Participação                         | 28 832 | 28,19 / 100,00  | 23,68 |           |         |